# Ukraine on Fire
Ukraine on Fire (bra: Ucrânia em Chamas) é um documentário de 2016 dirigido por Igor Lopatonok. Apresenta Oliver Stone, o produtor executivo, entrevistando figuras que cercam a revolução ucraniana de 2014, como Vladimir Putin e Viktor Yanukovich.

## Trama
O filme descreve em detalhes a formação do nacionalismo ucraniano. Ele fala sobre eventos como o Hetmanato, a Revolução Russa (1917-1921), a ocupação da Ucrânia por tropas germano-austríacas, o Tratado de Brest-Litovsk, a incorporação da Ucrânia Ocidental à URSS, o colaboracionismo ucraniano na Segunda Guerra Mundial, a Grande Guerra Patriótica, o massacre de Volyn, os acontecimentos em Babi Yar, a década de 1990, a Revolução Laranja, a revolução ucraniana de 2014, o referendo sobre o estatuto da Crimeia, o confronto em Odessa, a guerra em Donbass, a queda do MH17 e outros eventos.
Ao longo do filme, o presidente russo Vladimir Putin, o ex-presidente ucraniano Viktor Yanukovych e o ex-ministro do Interior ucraniano Vitaly Zakharchenko, bem como o jornalista americano Robert Parry são entrevistados, principalmente por Oliver Stone, sobre os eventos da história recente da Ucrânia.